# Frank Witter (Manager)
Frank Witter (* 29. Mai 1959 in Hannover) ist ein deutscher Industriemanager.

## Leben
Witter ist ausgebildeter Sparkassenkaufmann und studierte an der Leibniz Universität Hannover Wirtschaftswissenschaften.
Von 1977 bis 1982 war Witter als Fußballspieler beim OSV Hannover aktiv, für den er 76 Spiele in der 2. Bundesliga Nord und 72 Spiele in der Amateur-Oberliga Nord bestritt. Später trat er noch für Arminia Hannover und Friesen Hänigsen an.
Seit 1992 ist Witter für Volkswagen AG tätig. Sechs Jahre war er der Verantwortliche für die Kapitalmarkttransaktionen im Konzern-Treasury. Anschließend arbeitete er in den USA Volkswagen of America als Treasurer und wechselte 2001 zur SAirGroup in Zürich, wo er ein Jahr als Corporate Treasurer tätig war.
2002 stieg er zum Posten des CFO's der Volkswagen Group of America, Volkswagen Canada Inc., VW Credit Inc. und deren Tochtergesellschaften auf und wurde 2005 CEO von Volkswagen of America und Volkswagen Canada Inc. Von 2006 bis 2007 hatte er die Position des Generalbevollmächtigten in der Konzernleitung der Volkswagen AG für die Region Nordamerika inne. Von 2006 bis 2007 war Witter Verantwortlicher für die Konzernleitung der nordamerikanischen Volkswagen AG. Anschließend wurde er President und CFO der VW Credit und trug die Verantwortung für den amerikanischen Markt der Volkswagen Financial Services.
2015 wurde Witter Mitglied des Vorstandes der Volkswagen AG im Geschäftsbereich Finanzen und Controlling und übernahm als Nachfolger von Hans Dieter Pötsch den Posten als Chief Financial Officer.
Witter war zwischen 16. April 2018 und 31. Juli 2024 Vorsitzender des Aufsichtsrats beim VfL Wolfsburg.
Das Finance Magazin hat errechnet, dass Witter bis 2019 von VW schon Pensionszusagen von 10,9 Millionen Euro erhalten hatte.
Witter hat angekündigt, Volkswagen 2021 aus persönlichen Gründen verlassen zu wollen. Ihm folgte zum März 2021 Arno Antlitz.
2021 wurde er in den Aufsichtsrat der Deutschen Bank gewählt.